# Heinrich Jungebloedt

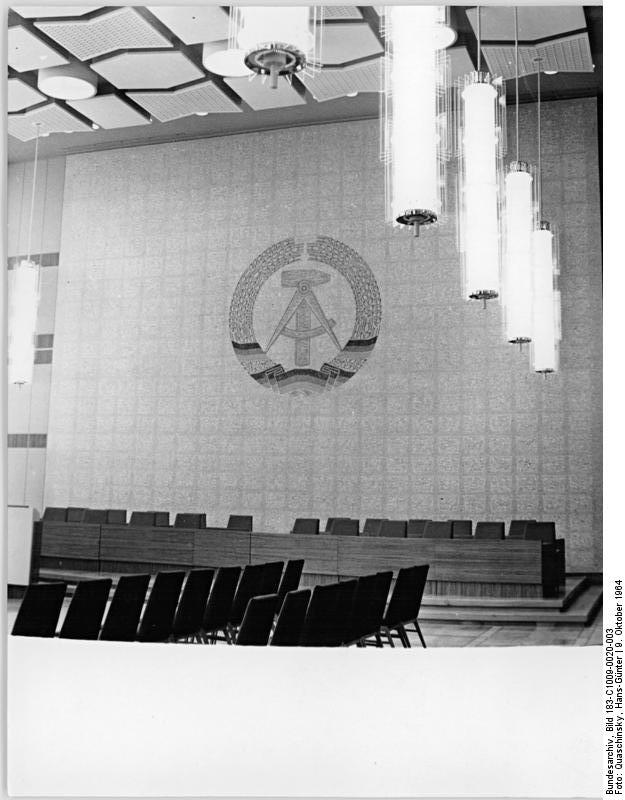
Mosaik des Staatswappens der DDR im Festsaal des Staatsrats- gebäudes in Berlin von Jungebloedt (1964)

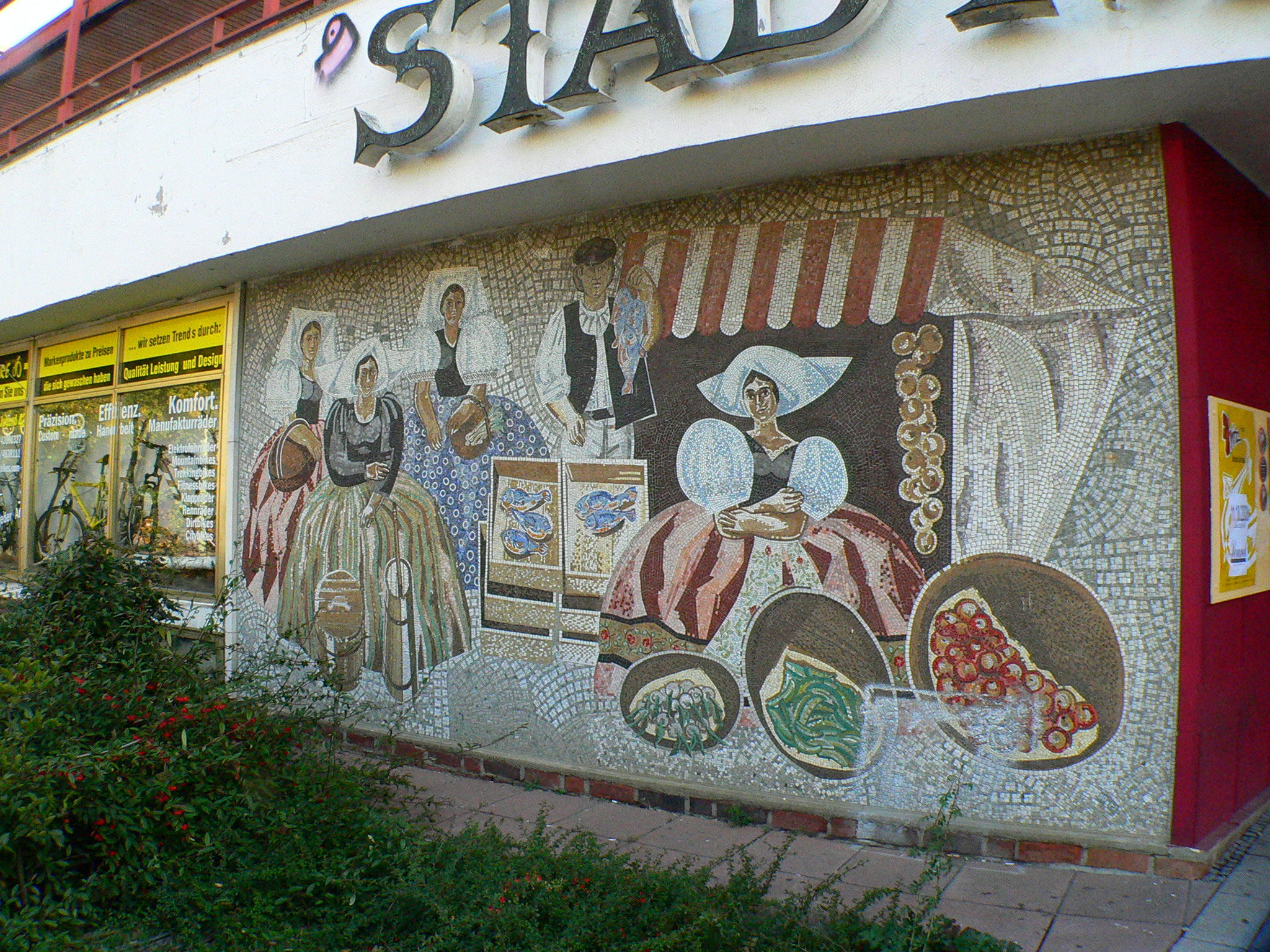
Farbiges Wandmosaik „Cottbuser Bauernmarkt“ (1970) von Dieter Dressler. Die Ausführung lag in den Händen von Heinrich Jungebloedt.

Heinrich Jungebloedt (* 1894 in Witten; † 1976 in Schulzendorf) war ein deutscher Mosaizist.

## Leben
Heinrich Jungebloedt besuchte nach dem Schulabschluss die Düsseldorfer Kunstakademie, musste aber  abbrechen, weil er zum Militärdienst einberufen wurde. Er nahm ab 1914 am Ersten Weltkrieg teil und war bis 1920 in Kriegsgefangenschaft. Danach studierte er bis 1924 bei Heinrich Campendonk an der Essener Kunstgewerbeschule und ging danach an die Berliner Firma Vereinigte Werkstätten für Mosaik und Glasmalerei Puhl & Wagner, Gottfried Heinersdorff. Für diese Firma waren Künstler und Architekten wie Karl Schmidt-Rottluff, Campendonk, Marcel Breuer und Erich Mendelsohn tätig. 1925 wurde Jungebloedt zum künstlerischen Leiter der Mosaikabteilung in der Firma berufen. In diesen Jahren schuf er die Entwürfe für die Trauerhalle auf dem Friedhof Ohlsdorf, das Sakramentshaus der St.-Hedwigs-Kathedrale in Berlin und den Fußboden im Sudhaus der Kindl-Brauerei. Er wirkte an der Modernisierung des Hotels Excelsior in Berlin und am Hotel Metropol in Köln mit.
Während der „Arisierung“ wurde Gottfried Heinersdorff aus der Firma gedrängt, die sich nun August Wagner, vereinigte Werkstätten für Mosaik und Glasmalerei nannte. Die Rolle Heinrich Jungebloedts bei diesen Vorgängen ist nicht erforscht. Die Firma fertigte jetzt u. a. Ausstattungen für das Deutsche Haus auf der Weltfachausstellung Paris 1937, für das KdF-Schiff Wilhelm Gustloff, das Tannenberg-Denkmal und die Neue Reichskanzlei.
Nach 1945 betrieb Jungebloedt mit seiner Mitarbeiterin Elisabeth Jeske (1921–2002) eine eigene Werkstatt in Schulzendorf. Sie waren an der Restaurierung antiker Mosaike des Bode- und des Pergamonmuseums (Hephaiston-Mosaik) beteiligt. Es folgten Aufträge für baugebundene Kunst in der ganzen DDR, darunter 1950 – 1951 für die Kammer der Technik das Wandmosaik Wer leuchten will, muß selber brennen von Charles Crodel, heute Deutscher Bundestag, Jakob-Kaiser-Haus.
1972 schrieb Jungebloedt mit Elisabeth Jeske Gedanken zum Mosaik, die von dieser 1996  im Eigenverlag publiziert wurden. Er hatte in der DDR einige Einzelausstellungen und war u. a. 1972/1973 und 1977/1978 auf der VII. und VIII. Kunstausstellung der DDR in Dresden vertreten.
Jungebloedt  bekam ein Ehrengrab in Eichwalde. Die Werkstatt übernahm zunächst Elisabeth Jeske, anschließend wurde sie von Helmut Mencke (1944–2018) weitergeführt. Die historischen Mosaikmaterialien wurden von der Restauratorin Joanna Pomm, Berlin, übernommen.